# The Last Ones
| Recensione | Giudizio |
| ---------- | -------- |
| Ox-Fanzine | 7/10     |
| Punkadeka  | 9-/10    |

Copertina dell'edizione giapponese.

The Last Ones è il quarto album in studio dei Sun Eats Hours, autoprodotto e pubblicato nel 2005 per la Rude Records.

## Descrizione

### Composizione e registrazione
L'album è nato da un lavoro durato sedici mesi e partito da una pre-produzione registrata durante un "ritiro" in una casa in mezzo ad un bosco ribattezzata come "eremo rock". Dal novembre 2004 all'agosto 2005, per problemi contrattuali, il processo di registrazione (iniziato nel gennaio 2005 insieme a Maurizio Baggio) subì un lungo contrattempo. La grafica e la copertina dell'album sono state curate da Marco Auriemma, ex bassista del gruppo. L'album è stato pubblicato in tre versioni: europea, giapponese e brasiliana.

### Tematiche
Il titolo, traducibile come "gli ultimi", è da riferire alla sensazione dei componenti della band di trovarsi "ultimi nella società moderna" e rivendica l'attitudine DIY contro la scarsa qualità dei prodotti mainstream proposti dai media. Alla base di molti concetti dietro ai contenuti dei testi sta la lettura di scrittori classici, come Seneca (ripreso specialmente nella canzone Letters to Lucilio, che richiama le Epistole a Lucilio), e contemporanei; ad essi ha contribuito anche la lettura di testi spirituali e religiosi e autori orientali. Queste sono scaturite in seguito ad un incidente d'auto che il 26 giugno 2003 ha coinvolto il cantante Lorenzi, il batterista Rossi e il manager della Rude Records Ilich Rausa, da cui uscirono illesi, determinando una maggiore maturità e introspezione nei temi dell'album rispetto ai dischi precedenti, più goliardici.

### I brani
2004 è stata scritta per celebrare l'anno del riconoscimento come "Miglior punk band italiana all'estero" del MEI e del tour con gli Offspring. My Prayer è un brano acustico registrato con chitarre acustiche e pianoforte. L'ultima traccia del disco contiene la traccia fantasma The Same Devils (canzone originariamente pubblicata in Don't Waste Time) registrata dal vivo all'Halle Tony Garnier di Lione il 24 febbraio 2004.
L'edizione giapponese, presentata da Tomoo Yamaguchi, aggiunge come bonus track Faded Away (il cui testo, sebbene il brano manchi nell'edizione europea del CD, compare anche nel libretto di quest'ultima) e la versione live di The Same Devils non compare più come traccia fantasma ma come traccia a sé stante, a chiusura dell'album.
Endless Desire, Faded Away e il live di The Same Devils verranno pubblicati nell'EP Endless Desire dello stesso anno.

## Promozione
L'album è stato pubblicato dalla Rude Records in Europa (oltre che in Italia in Francia, Spagna, Portogallo, Svizzera, Austria, Germania, Olanda, Belgio, Lussemburgo, Inghilterra, Irlanda, Svezia, Norvegia, Finlandia e Danimarca), Brasile, Sud Africa e Giappone. Tra il 2005 e il 2006 la band ha fatto una tournée in supporto all'album.

### I videoclip
Nel 2005 il gruppo realizza un videoclip per Endless Desire, pubblicato come singolo. L'anno successivo realizza un video per Sucker che mostra vari spezzoni di concerti e della vita della band durante i tour.

## Tracce
Edizione europea
Testi e musiche di Francesco Lorenzi.
1. Now, Again – 2:51
2. Prophet – 2:37
3. The Last Ones – 3:02
4. The Level – 3:15
5. July, 27th – 2:56
6. 2004 – 2:49
7. Endless Desire – 2:47
8. Dull Minds – 3:05
9. Sucker – 2:23
10. Letters To Lucilio – 2:27
11. Enigma – 3:14
12. Cracked Circle – 2:43
13. My Prayer – 2:55
14. The Day I Die – 9:57 – contiene la traccia fantasma The Same Devils (Live in Lyon)

Durata totale: 47:01
Edizione giapponese
Testi e musiche di Francesco Lorenzi.
1. Now, Again – 2:51
2. Prophet – 2:37
3. The Last Ones – 3:02
4. The Level – 3:15
5. July, 27th – 2:56
6. 2004 – 2:49
7. Endless Desire – 2:47
8. Dull Minds – 3:05
9. Sucker – 2:23
10. Letters To Lucilio – 2:27
11. Enigma – 3:14
12. Cracked Circle – 2:43
13. Faded Away – 2:28
14. My Prayer – 2:55
15. The Day I Die – 3:21
16. The Same Devils (Live in Lyon) – 3:40

Durata totale: 46:33

## Formazione
Formazione come da libretti.
Sun Eats Hours
- Francesco "The President" Lorenzi – voce, chitarra
- Matteo "Lemma" Reghelin – basso, cori
- Riccardo "Trash" Rossi – batteria
- Gianluca "Boston" Menegozzo – chitarra, cori

Musicisti aggiuntivi
- Maurizio Baggio – pianoforte e tastiera (tracce 1, 4 e 13)

Produzione
- Sun Media – produzione
- Maurizio Baggio – produzione artistica, registrazione e ingegneria del suono, mixaggio
- Luca Spigato – registrazione e ingegneria del suono
- Francesco Lorenzi – mixaggio
- Luigi Stefanini – mastering
- Stefano Cera – direzione artistica
- Marco Auriemma – direzione artistica, copertina
- Hirakazu Sasabe – produttore esecutivo (edizione giapponese)

## Date di pubblicazione
| Paese     | Data              | Formato | Etichetta discografica          | Distribuzione          |
| --------- | ----------------- | ------- | ------------------------------- | ---------------------- |
| Giappone  | 5 settembre 2005  | CD      | Sound Hills Records (SSCD-6004) | Super Stop Inc.        |
| Europa    | 12 settembre 2005 | CD      | Rude Records (RDR 021)          | Rude Records (RDR 021) |
| Sudafrica | 12 settembre 2005 | CD      | Rude Records (RDR 021)          | Rude Records (RDR 021) |
| Brasile   | 3 ottobre 2005    | CD      | Rude Records (RDR 021)          | Rude Records (RDR 021) |